# Abderrahmane Farès
Abderrahmane Farès (in arabo عبدالرحمن فارس; ʿAbd ar-Raḥman Fāris; Amalou, 30 gennaio 1911 – Zemmouri, 13 maggio 1991) è stato un politico algerino.
È stato Presidente dell'Algeria, in qualità di Presidente del Consiglio Esecutivo Provvisorio, dal luglio al settembre 1962.